# Tertenia
Tertenia est une commune italienne de la province de Nuoro dans la région de Sardaigne orientale en Italie. 
La commune compte 3 783 habitants.

## Histoire
Les premières traces humaines remontent au Néolithique supérieur (IVe millénaire av. J.-C., et peuvent être attribuées à des habitants de la Culture d'Ozieri. Outre des instruments en obsidienne, relativement diffus, des témoignages monumentaux du néolithiques supérieur ont été découverts dans les zones intérieures, où l'on rencontre des nécropoles à hypogée du type Domus de Janas. Dans le lieu-dit Magalàu se trouvait une nécropole composée de trois hypogées creusées dans le schiste, dont il ne reste qu'une seule cellule avec une niche ; dans le lieu-dit Santa Lugiaon trouve une unique petite grotte artificielle, semblable à celle de Magalàu mais possédant une chambre secondaire. Dans le territoire de la commune l'on compte 77 nuraghes, 22 villages nuragiques, 34 tombe des géants et un puits sacré remontant à la période nuragique. Une telle densité de structures de ce type témoigne d'une densité démographique assez élevée, semblable à celle que l'on trouve dans d'autres zones de Sardaigne, ce qui impliquait également une certaine structure économique et socio-politique du territoire. Le développement culturel nuragique est encore visible dans le paysage actuel. Aux environs du XVIe siècle, afin de contrôler le littoral, fut construite la Tour de San Giovanni de Sarrala (Santu Juanni de Sàrrala).

## Géographie
Tertenia se situe à une altitude de 129 mètres. Elle se trouve dans la vallée de la Quirra entre le Monte Ferru et le tacco de Tacu Mannu et Monte Arbu, à 100 kilomètres de Cagliari, dans la Province de Nuoro. 
Le territoire s'étend sur environ 117 km2, elle jouxte au Nord et à l'Ouest les communes de Gairo, Osini, Jerzu et Ulassai, au Sud les exclaves administratives de Osini, Loceri, et Lanusei tandis qu'à l'Est elle est limitée par la Mer Tyrrhénienne, et possède 12 km de côte. 

## Géologie
La vallée de la Quirra possède des dépôts du quaternaire, provenant des  diverses collines des alentours, avec des sols adaptés à des cultures diverses. Le rio Quirra possède comme affluents les rivières : Corongiu, su Santu, et Bacu Longu. La géologie du territoire est assez variée et complexe, la chaîne de Serra de Mari, sépare le village du versant maritime, le mont Cartucedu et le Monte Ferru (875 m) sont composés de roches granitico-porphiriques rosées. Sur la côte on trouve des plaines et des collines, de longues plages nommées Fogi Manna, Fogi de Murdegu, s'Abba de is Marronis, et des côtes rocheuses. 
u siècle dernier, différents minéraux sont extraits des mines de  Bau Arenas et Corongiu, transportés et chargés à partir du port de Santoru, qui existe encore partiellement, et situé sur la côte Sud du Salto di Quirra.

## Végétation
La végétation naturelle est de type maquis méditerranéen, avec deux forêts assez étendues, su Crabiolu et Fustiragili.

## Économie
Lies à une tradition agro-pastorale,  les produits agro-alimentaires de Tertenia sont les fromages de brebis-vache-chèvre, les vins, les viandes fraîches et conditionnées sous vide, le pain et les pâtes artisanales. L’élevage ovin, grâce à la présence d'une fromagerie établie sous forme de coopérative, constitue un axe porteur de l'économie locale. 
Depuis quelques années se développe l'industrie du tourisme, qui comprend des structures hôtelières, gîtes, campings, restaurants avec chambres d'hôtes.

## Administration
| Période                                  | Période | Identité | Étiquette | Qualité |
| ---------------------------------------- | ------- | -------- | --------- | ------- |
|                                          |         |          |           |         |
| Les données manquantes sont à compléter. |         |          |           |         |

### Hameaux
- Abb'E Eranu, Abba Urci, Barisoni, Dispensa, Foxi Lioni, Foxi Murdegu, Is Erriolus, Marosini, Palu e Cerbus, Zinnibiri Mannu

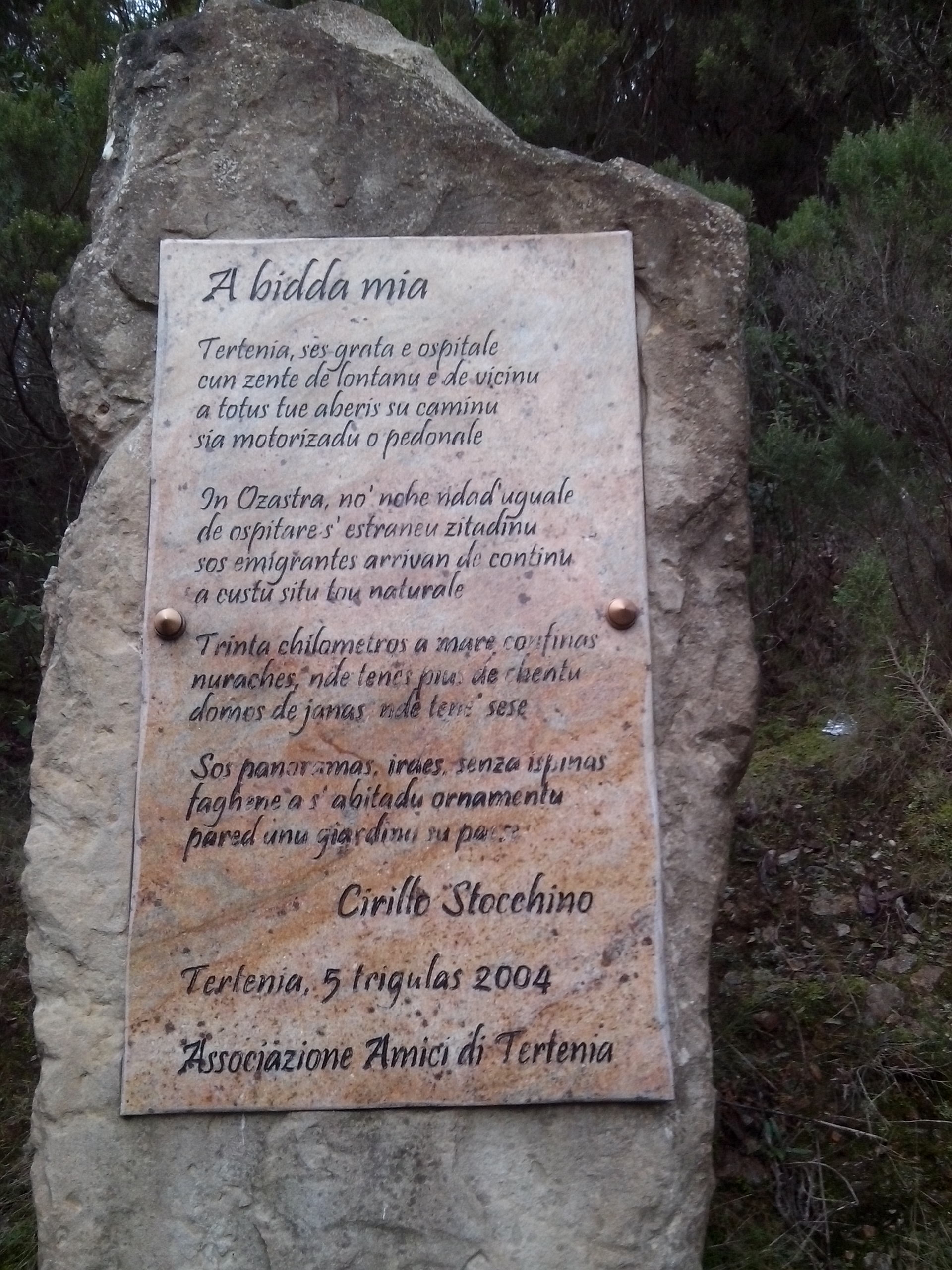
Un poème en sarde de Cirillo Stocchino gravé sur une plaque à Tertenia

### Communes limitrophes
Cardedu, Gairo, Jerzu, Lanusei, Loceri, Osini, Ulassai